# Pós-tecnologia
Pós-tecnologia, (ou pós-tech, pós-tecnologia-digital) é um tipo de tecnologia que se preocupa mais com o ser humano do que com a tecnologia. Ele defende um design que não se concentre apenas na eficiência e na exploração dos usuários, aumentando o tempo gasto com dispositivos digitais e a própria tecnologia, mas que apoie o foco e a intenção do usuário, o bem-estar e a independência (da tecnologia). Com isto também poderiam ser criados espaços intersticiais, semelhantes ao que Michel Foucault descreve como Heterotopia (espaço).